# Adam Gorajski
Adam Gorajski herbu Korczak (zm. 1602) – poseł na sejm Rzeczypospolitej i deputat do Trybunału Głównego Koronnego, marszałek sejmiku województwa lubelskiego.
Studiował w Bazylei w latach 1579–1580, w Wittenberdze w 1583 roku. Wykształcony i majętny, zaliczał się do czołówki światłych ludzi w Polsce czasów renesansu. Należał do najaktywniejszych działaczy kalwińskich w kraju.
Jego rodzicami byli Jan Gorajski i Anna Osmólska. Miał dwóch braci: Piotra oraz Jana. Adam Gorajski wychowywał się na dworze hetmana Jana Tarnowskiego, później na Podolu rozpoczął służbę wojskową w randze rotmistrza. W 1578 w spadku po wuju otrzymał Włość Radzięcką (obecne województwo lubelskie, powiat biłgorajski). W 1581 r. Adam Gorajski był też dziedzicem Klecia. W latach 1579–1584 przebywał zagranicą (odwiedził wówczas m.in. Bazyleję i Wittenbergę).
W roku 1576 Gorajski brał udział w elekcji Stefana Batorego na króla Polski. W podziękowaniu za to 10 września 1578 r. Batory będąc we Lwowie nadał akt lokacyjny dla budowanego przez Gorajskiego miasta Biłgoraj. W okresie elekcji Zygmunta III Wazy Adam Gorajski podpisał kaptur województwa i był deputatem do sądów na zamku lubelskim. Po wyborze Zygmunta na króla przyłączył się do ugrupowania „zamojszczyków” (czyli zwolenników Jana Zamoyskiego, którego był bliskim przyjacielem). Poseł na sejm pacyfikacyjny 1589 roku z województwa lubelskiego, podpisał traktat bytomsko-będziński.
Brał udział w zjeździe opozycji w Lublinie (9 kwietnia 1592 r.) i został wybrany w skład delegacji do króla, któremu przedstawił postulaty zjazdu.
W 1595 wraz z Janem Zamoyskim wybrał się, aby bronić przed najazdem tatarskim granicy od strony Rusi Czerwonej i Węgier. Po powrocie jeszcze kilkakrotnie marszałkował na sejmikach województwa i posłował do króla (1598, 1600).
Własnym kosztem założył i utrzymywał kilka zborów: w Biłgoraju (ufundowany w 1578), Radzięcinie i Rzeczycy. Po śmierci swojego teścia Stanisława Słupeckiego w 1576 r. objął po nim stanowisko przywódcy kalwinistów lubelskich. Był bardzo religijny, znane było jego powiedzenie „Dla Chrystusa i Ojczyzny”.
Adam Gorajski był zasłużonym patronem i opiekunem polskich pisarzy tamtego okresu. Erazm Gliczner w roku 1598 dedykował mu dzieło pt. Appellatia, Antoni Lemke napisał o nim utwór Thesis de Phtisi, natomiast Sebastian Klonowic poświęcił mu dwa teksty: Victoria deorum o wychowaniu bohatera wzorowanego na Gorajskim oraz Goraidos liber unicus – poemat o rodzie Gorajskich.
Adam zmarł prawdopodobnie na początku 1602. Wszystkie dobra po nim odziedziczył syn Zbigniew.